# نیکون کولپیکس ال۱۰۰

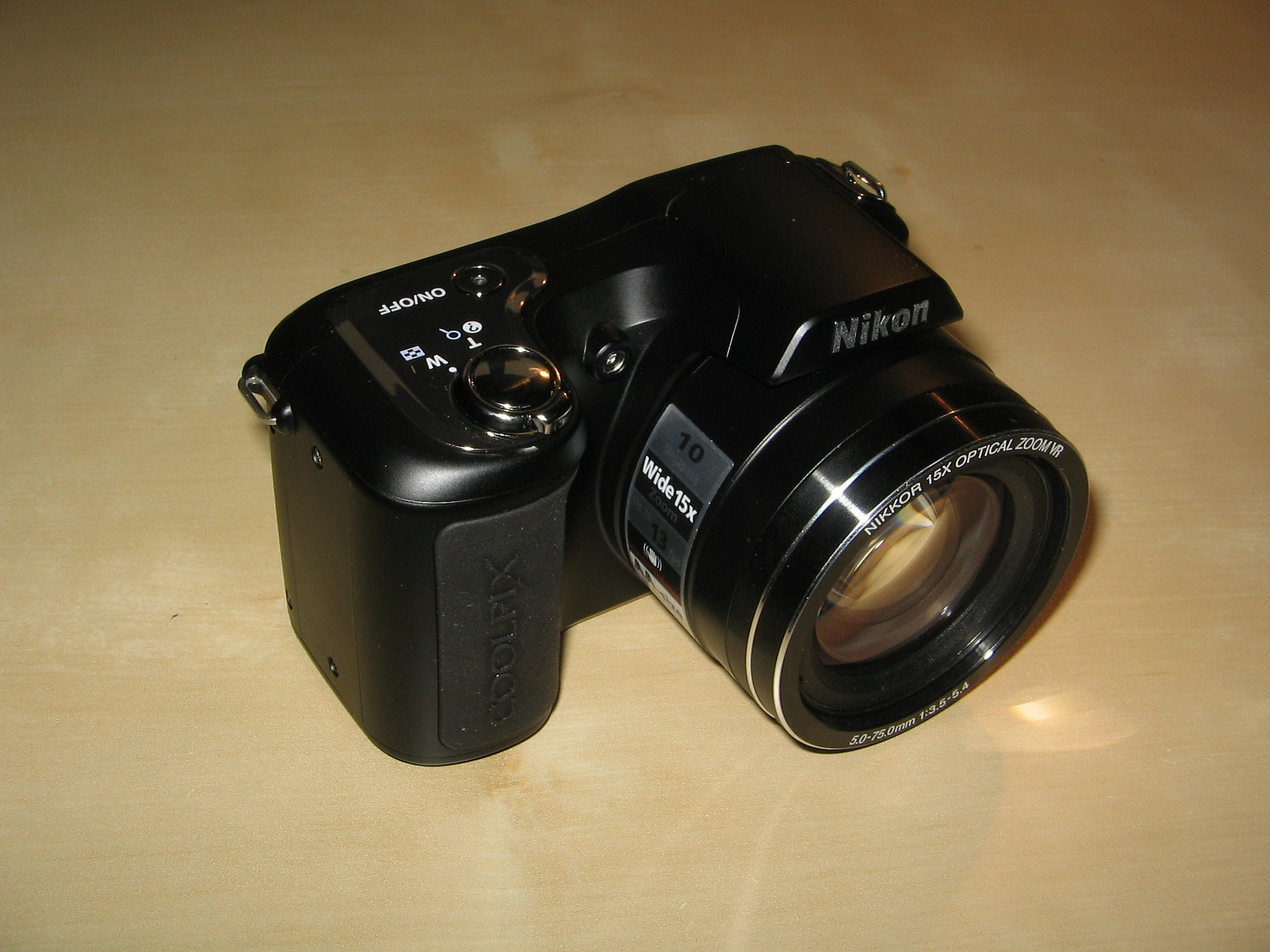
Nikon Coolpix L100

نیکون کولپیکس ال۱۰۰ (به انگلیسی: Nikon Coolpix L100) یک دوربین عکاسی کامپکت ساخت شرکت نیکون است.